# Lecane paxiana
Lecane paxiana is een raderdiertjessoort uit de familie Lecanidae. De wetenschappelijke naam van deze soort is voor het eerst geldig gepubliceerd in 1940 door Hauer.